# Rinze Hamstra
Rinze Hamstra Amsterdam, 30 juli 1895 – Zeist, 21 april 1974) was een Nederlandse kunstschilder, tekenaar, lithograaf, aquarellist, beeldhouwer, architect, publicist, kunstnijveraar, graficus, zilversmid en boekbandontwerper, hij was werkzaam als vormgever bij de Gero-fabriek, in Zeist.
Plaatsen van werkzaamheid: Amsterdam 1914, Blaricum 1914 - 1918, Amsterdam 1918 - 1920, Hilversum 1920 - 1922, Amsterdam 1936, Zeist 1936 - 1974. Hij had een opleiding aan de Kunstnijverheidsschool Quellinus in Amsterdam, hij was daar leerling van Antoon Derkinderen en Richard Roland Holst.
Hij ontwierp een fraai omslag voor het Gedenkboek van het Centraal Blad voor Israelieten in Nederland in 1925.
Hij was lid van Arti et Amicitiae (Amsterdam) , Vereeniging Sint Lucas (Amsterdam) en de Onafhankelijken in Amsterdam.

## Werk in openbare collecties (selectie)
- Rijksmuseum Amsterdam[1]